# Sergiu Toma
Sergiu Toma nebo Sergej (Serghei) Toma (* 29. ledna 1987 Kišiněv Sovětský svaz) je moldavský zápasník–judista, který od roku 2013 reprezentuje Spojené arabské emiráty. V roce 2016 vybojoval bronzovou olympijskou medaili.

## Sportovní kariéra
Zápasit začal v devíti letech v rodném Kišiněvě. V začátcích se připravoval v univerzitním sportovním klubu Supes pod vedením Igora Neagu. V moldavské seniorské judistické reprezentaci se pohybuje od roku 2005. V roce 2008 v únoru na sebe výrazně upozornil vítězstvím na prestižním pařížském turnaji a později se kvalifikoval na olympijské hry v Pekingu. Na olympijských hrách v Pekingu vypadl v úvodním kole s Gruzíncem Davitem Kevchišvilim. Po úspěšné sezoně 2011 se v roce 2012 kvalifikoval na olympijské hry v Londýně, kdy vypadl ve druhém kole s Japoncem Takahiro Nakaijem. Špatné financování moldavského sportu a jeho vysoké ambice ho v roce 2013 přiměly změnit reprezentační dres. V dubnu 2013 se poprvé představil jako reprezentant Spojených arabských emirátů.
V roce 2016 se kvalifikoval na olympijské hry v Riu, na které se výborně připravil. Ve druhém kole vyřadil domácího favorita Victora Penalbera technikou sode-curikomi-goši na ippon a ve čtvrtfinále vyřadil úřadujícího mistra světa Japonce Takanori Nagaseho na juko stejnou technikou jako v utkání s Brazilcem. V semifinále se utkal s Chasanem Chalmurzajevem z Ruska a po vyrovnaném průběhu regulérní hrací doby prohrál v prvních sekundách prodloužení po Chalmurzajovi precizně provedené technice sumi-gaeši. V boji o třetí místo nastoupil proti Italu Matteo Marconcinimu a zápas ukončil ve druhé minutě na ippon technikou sumi-gaeši. Získal bronzovou olympijskou medaili a teprve druhou olympijskou medaili pro Spojené arabské emiráty jejich olympijské historii.
Start za jinou zemi

V únoru 2013 byl odvolán trenér seniorské moldavské judistické reprezentace Vasilij Kolca (Vasile Colța). Nový reprezentační trenér Vjačeslav Bakal (Veaceslav Bacal) svolal na konec února sraz reprezentace, na který se nedostavilo 6 nejlepších judistů. Toma nesouhlasil s odvoláním a následoval Kolcu do Uzbekistánu na tréninkový kemp. Skupina uprchlíků následně vyjádřila vůli startu za jinou zemi z důvodu špatného financování moldavského sportu ministrem Oktavianem Cykou (Octavian Țîcu). Podle prezidenta moldavské judistické federace Vjačeslava Manolakiho (Veaceslav Manolachi) nedostalo moldavské judo od ministerstva sportu finanční podporu prakticky celou olympijskou sezonu 2012. Ke startu za novou zemi moldavští sportovní uprchlíci nutně potřebovali svolení Moldavského judistické svazu, jinak by museli čekat dva roky. Veaceslav Manolachi byl později obviněn z přijetí úplatku 50 tisíc dolarů. O peníze se s ministrem sportu Octavianem Țîcou nerozdělil a do médii zapíral, že přestup judistů do Emirátů posvětil.
V dubnu 2013 obdržel Toma od šajcha Muhammeda bin Zajída al-Nahjána pas Spojených arabských emirátů a poprvé se pod novými barvami představil na Asijském mistrovství.

### Vítězství
- 2008 - 1x světový pohár (Paříž)
- 2013 - 3x světový pohár (Ulánbátar, Čching-tao[5], Abú Zabí)
- 2015 - 1x světový pohár (Taškent)
- 2016 - 1x světový pohár (Abú Zabí)

## Výsledky
| Olympijské hry     |    |    |   | úč. |     |     |    | úč. |     |   |     | 3. |     |  |  |  |  |  |  |  |  |  |  |  |  |  |  |  |
| Mistrovství světa  | —  |    | — |     | 7.  | úč. | 3. |     | úč. | — | úč. |    | dns |  |  |  |  |  |  |  |  |  |  |  |  |  |  |  |
| Mistrovství Evropy | —  | —  | — | úč. | úč. | 7.  | 2. | —   |     |   |     |    |     |  |  |  |  |  |  |  |  |  |  |  |  |  |  |  |
| Asijské hry        |    |    |   |     |     |     |    |     |     | — |     |    |     |  |  |  |  |  |  |  |  |  |  |  |  |  |  |  |
| Mistrovství Asie   |    |    |   |     |     |     |    |     | úč. |   | —   | —  | —   |  |  |  |  |  |  |  |  |  |  |  |  |  |  |  |
| MS juniorů         |    | 7. |   |     |     |     |    |     |     |   |     |    |     |  |  |  |  |  |  |  |  |  |  |  |  |  |  |  |
| ME juniorů         | 1. | —  |   |     |     |     |    |     |     |   |     |    |     |  |  |  |  |  |  |  |  |  |  |  |  |  |  |  |